# Teuira Henry
Teuira Henry (Tahití, Reino de Tahití, 24 o 27 de enero de 1847-Paea, Polinesia Francesa, 23 de enero de 1915) fue una erudita, etnóloga, folklorista, lingüista, historiadora y educadora tahitiana. Trabajó en la reconstrucción de un manuscrito sobre la historia de Tahití escrito por su abuelo, el misionero inglés John Muggridge Orsmond; para ello se valió de las notas originales. 
Muchos de sus escritos se publicaron a título póstumo en el libro Ancient Tahiti, editado por el Bishop Museum.